# Municipio de Richland (condado de Kingman)
El municipio de Richland (en inglés: Richland Township) es un municipio ubicado en el condado de Kingman en el estado estadounidense de Kansas. En el año 2010 tenía una población de 107 habitantes y una densidad poblacional de 1,13 personas por km².

## Geografía
El municipio de Richland se encuentra ubicado en las coordenadas 37°30′32″N 98°4′58″O / 37.50889, -98.08278. Según la Oficina del Censo de los Estados Unidos, el municipio tiene una superficie total de 94.72 km², de la cual 94,55 km² corresponden a tierra firme y (0,18 %) 0,17 km² es agua.

## Demografía
Según el censo de 2010, había 107 personas residiendo en el municipio de Richland. La densidad de población era de 1,13 hab./km². De los 107 habitantes, el municipio de Richland estaba compuesto por el 95,33 % blancos, el 1,87 % eran afroamericanos, el 2,8 % eran amerindios. Del total de la población el 0,93 % eran hispanos o latinos de cualquier raza.